# Bassus spinosus
Bassus spinosus är en stekelart som beskrevs av Michael J. Sharkey 1996. Bassus spinosus ingår i släktet Bassus och familjen bracksteklar. Inga underarter finns listade.